# 霍日采

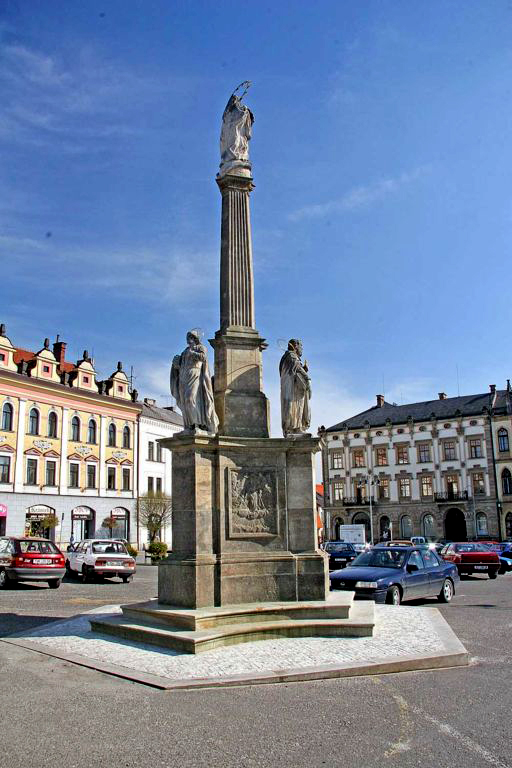

霍日采是捷克的城鎮，位於該國北部，距離伊欽25公里，由赫拉德茨-克拉洛韋州負責管轄，面積31.19平方公里，海拔高度221米，2011年人口9,607。